# Club Obras Sanitarias
Il Club Obras Sanitarias è una società pallavolistica argentina, con sede a San Juan: milita nel massimo campionato argentino, la Liga Argentina de Voleibol.

## Storia
Il Club Obras Sanitarias viene fondato nel 1937 come società polisportiva: nel corso degli anni la pallavolo maschile diventa la sezione di punta del club, disputando negli anni ottanta i primi tornei professionistici, partecipando a tre edizione del campionato sudamericano per club, classificandosi sempre al terzo posto, raggiungendo la finale continentale nel 1995.
Nel 1996, con l'avvento del professionismo, il club si iscrive alla neonata Liga A1 de Vóley, raggiungendo il gradino più basso del podio nella stagione 2000-01, durante la quale vince il primo trofeo della propria storia, aggiudicandosi il Torneo Súper 4. Nelle annate seguenti i risultati del club subiscono una flessione, finendo per retrocedere al termine del campionato 2008-09 in Liga A2.
Dopo aver disputato quattro campionati in serie cadetta, centra la promozione nel 2013 e rientra in Liga Argentina de Voleibol nel campionato 2013-14, classificandosi al nono posto. Nella stagione 2015-16 si spinge fino alle semifinali scudetto, concludendo l'annata al quarto posto finale, mentre nella stagione seguente vince prima la Coppa Desafío e poi Coppa Argentina, battendo in finale rispettivamente l'Alianza Jesús María e il Gigantes del Sur.
Nel campionato 2017-18 vince ancora la Coppa Argentina, nuovamente ai danni del Gigantes del Sur, dopo aver perso la finale di Coppa Desafío contro l'UNTreF.

## Rosa 2017-2018
| N° | Nome                | Ruolo | Data di nascita   | Nazionalità sportiva |
| -- | ------------------- | ----- | ----------------- | -------------------- |
| 1  | Matías Sánchez      | P     | 20 settembre 1996 | Argentina            |
| 2  | Mariano Vildósola   | S     | 30 gennaio 1991   | Argentina            |
| 3  | Osmel Camejo        | S/O   | 25 settembre 1989 | Cuba                 |
| 4  | Javier Jiménez      | S     | 16 novembre 1989  | Cuba                 |
| 5  | Ignacio Luengas     | S     | 28 gennaio 1996   | Argentina            |
| 6  | Edgar Vieira        | C     | 8 febbraio 1995   | Argentina            |
| 7  | Osmany Camejo       | C     | 18 febbraio 1983  | Cuba                 |
| 8  | Augusto Wiernes     | P     | 8 luglio 1997     | Argentina            |
| 9  | Tomás Quiroga       | S     | 10 settembre 1998 | Argentina            |
| 10 | Alejandro Godoy     | C     | 4 aprile 1999     | Argentina            |
| 11 | Juan Bucciarelli    | S/O   | 26 novembre 1997  | Argentina            |
| 12 | Francisco Lloveras  | C     | 19 novembre 1991  | Argentina            |
| 13 | Lautaro Morales     | L     | 8 dicembre 2000   | Argentina            |
| 14 | Michele Verasio     | L     | 11 marzo 1995     | Argentina            |
| 15 | Lisandro Elgueta    | P     | 25 gennaio 2000   | Argentina            |
| 16 | Abel Loncaric       | S     | 13 marzo 2000     | Argentina            |
| 17 | Franco Garbo        | C     | 23 marzo 1996     | Argentina            |
| 18 | Bruno Lima          | S     | 4 febbraio 1996   | Argentina            |
| 19 | Ramiro Nielson      | S     | 13 maggio 1996    | Argentina            |
| 20 | Maximiliano Scarpin | C     | 22 febbraio 1990  | Argentina            |

## Palmarès
- Torneo Súper 4: 1

2001
- Coppa Desafío: 1

2017
- Coppa Argentina: 2

2017, 2018